# Fosfoinositide 3-chinasi
La fosfoinositide 3-chinasi o fosfatidilinositolo-3-chinasi o  PI 3-chinasi o PI3K è una famiglia di enzimi coinvolti in complessi meccanismi cellulari come la crescita cellulare, la proliferazione, la differenziazione, la motilità e la sopravvivenza intracellulare; meccanismi questi coinvolti, anche, nello sviluppo del cancro.
Le PI3K sono enzimi che trasducono i segnali intracellulari che sono in grado di fosforilare l'idrossile in posizione 3 presente sull'anello inositolico del fosfatidilinositolo (PtdIns).
Questa classe di enzimi è anche nota come fosfatidilinositolo-3-chinasi. La via metabolica, con oncogene PIK3CA e con il gene oncosoppressore PTEN, è implicata nei fenomeni di insensibilità dei tumori all'insulina e di IGF1, in soggetti sottoposti alla
restrizione calorica.

### Riviste
- Vanhaesebroeck B, Leevers S, Ahmadi K, Timms J, Katso R, Driscoll P, Woscholski R, Parker P, Waterfield M, Synthesis and function of 3-phosphorylated inositol lipids, in Annu Rev Biochem, vol. 70, 2001,  pp. 535–602, DOI:10.1146/annurev.biochem.70.1.535, PMID 11395417.
- Schild C, Wirth M, Reichert M, Schmid RM, Saur D, Schneider G, PI3K signaling maintains c-myc expression to regulate transcription of E2F1 in pancreatic cancer cells, in Mol. Carcinog., vol. 48, n. 12, luglio 2009,  pp. 1149–58, DOI:10.1002/mc.20569, PMID 19603422.
- Williams et al., A Berndt, S Miller, WC Hon e X Zhang, Form and flexibility in phosphoinositide 3-kinases, in Biochemical Society Transactions, vol. 37, Pt 4, 2009,  pp. 615–626, DOI:10.1042/BST0370615, PMID 19614567.

### Testi
- Bart Vanhaesebroeck e Christian Rommel, Phosphoinositide 3-Kinase in Health and Disease, Volume 1, Springer, 30 dicembre 2010,  pp. 72–, ISBN 978-3-642-13662-7.
- David J. Matthews e Mary E. Gerritsen, Targeting Protein Kinases for Cancer Therapy, John Wiley and Sons, 8 febbraio 2010,  pp. 275–, ISBN 978-0-470-22965-1.
- Vassil St. Georgiev e Kathryn C. Zoon, Ph.D. (FRW), National Institute of Allergy and Infectious Diseases, NIH: Volume 3: Intramural Research, Springer, 28 settembre 2010,  pp. 292–, ISBN 978-1-60761-511-8.
- Martine J. Smit, Sergio A. Lira e Rob Leurs, Chemokine Receptors as Drug Targets, Wiley-VCH, 20 dicembre 2010,  pp. 54–, ISBN 978-3-527-32118-6.
- Miguel H. Bronchud, Principles of molecular oncology, Springer, 2008,  pp. 169–, ISBN 978-1-934115-25-1.
- Gerhard Krauss, Biochemistry of signal transduction and regulation[collegamento interrotto], Wiley-VCH, 2008,  pp. 332–, ISBN 978-3-527-31397-6.